# Anthony Beltoise

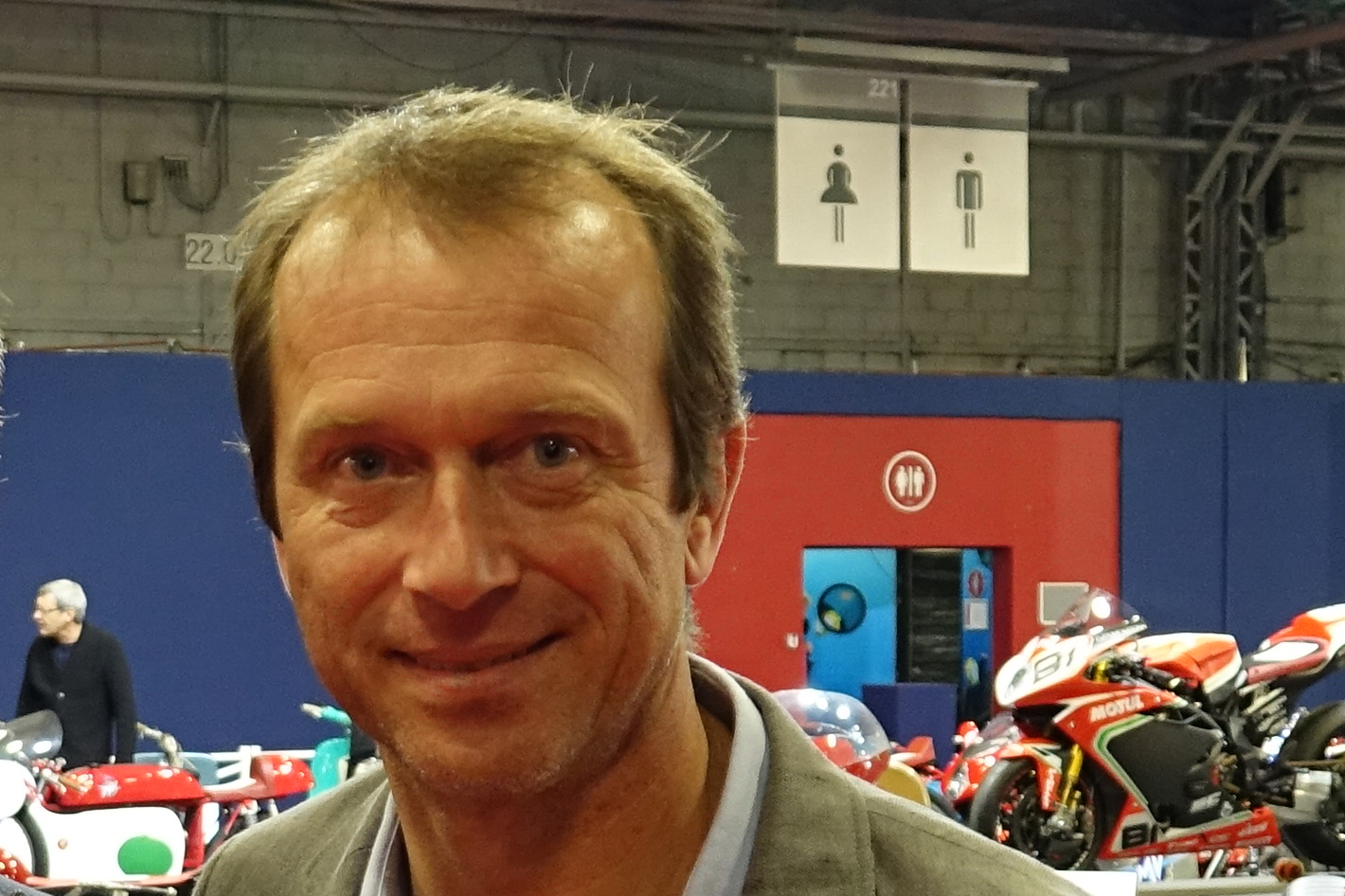
Anthony Beltoise 2019

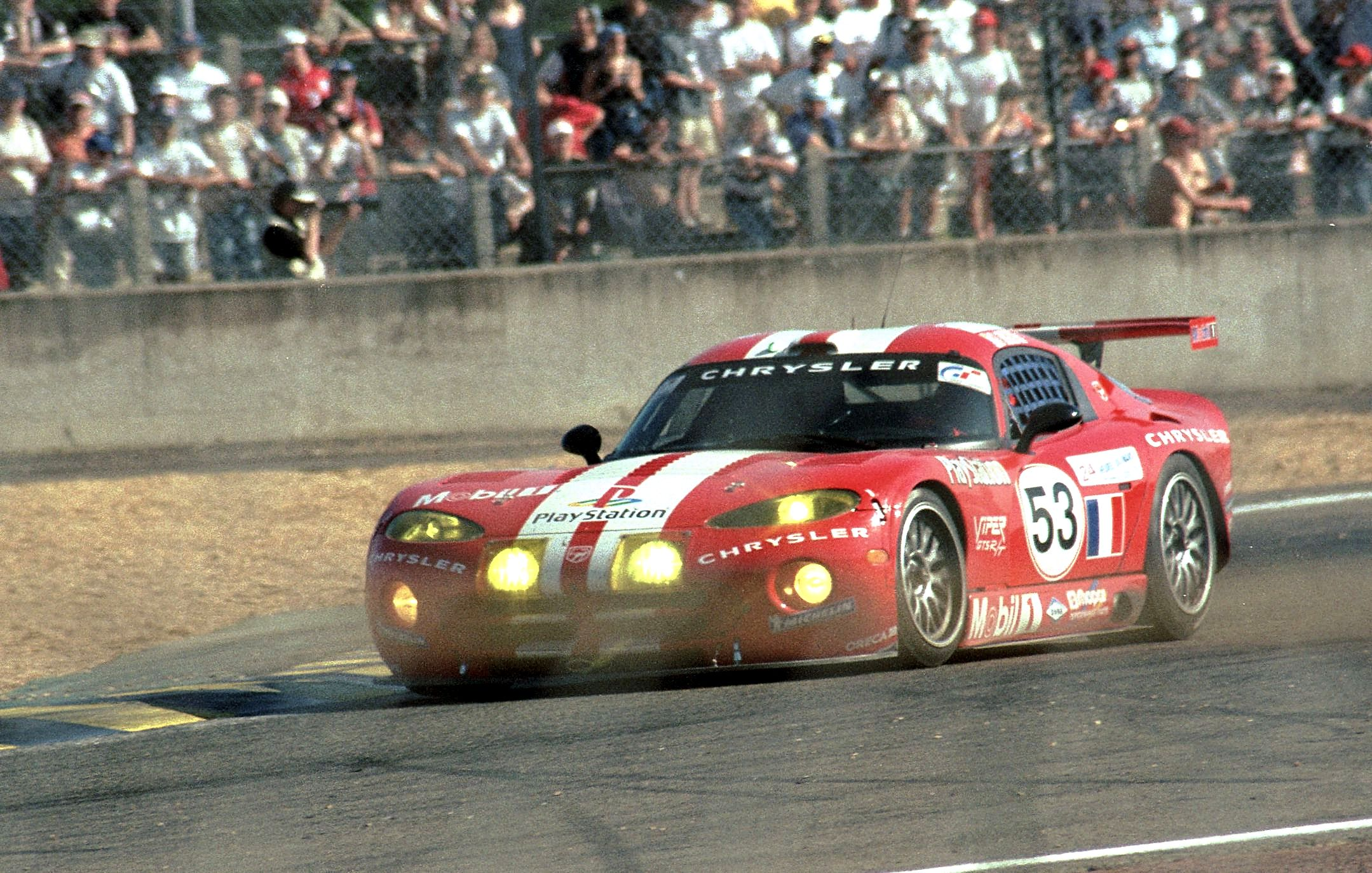
Der von Anthony Beltoise gefahrene Chrysler Viper GTS-R beim 24-Stunden-Rennen von Le Mans 2000

Anthony Jean-Pierre Beltoise (* 21. Juli 1971 in Neuilly-sur-Seine) ist ein französischer Autorennfahrer.

## Familie
Anthony Beltoise ist der Sohn von Jean-Pierre Beltoise. Sein Vater war ein erfolgreicher Motorrad- und Autorennfahrer und gewann 1972 den Großen Preis von Monaco. Seine Mutter Jacqueline war die Schwester von François Cevert. Als Anthony Beltoise 1½ Jahre alt war, verunglückte Cevert beim Training zum Großen Preis der USA 1973 tödlich. Sein Vater starb am 5. Januar 2015 infolge zweier Schlaganfälle während einer Urlaubsreise in Senegals Hauptstadt Dakar.

## Karriere
Die Karriere von Anthony Beltoise begann 1993 in der französischen Formel-Renault-Meisterschaft, wo er 1994 auf einem Alpa FR93 bzw. einem Alpa FR94 Gesamtsiebter in der Meisterschaft wurde (Gesamtsieger: Stéphane Sarrazin.) 1996 wurde er hinter Soheil Ayari Zweiter in der französischen Formel-3-Meisterschaft und wechselte 1997 in die Internationale Formel-3000-Meisterschaft, wo er erfolglos blieb.
Ende der 1990er-Jahre begann er mit dem GT- und Sportwagensport. Bisher konnte er neun Gesamt- und einen Klassensieg feiern. Der erste große internationale Erfolg war der Gesamtsieg beim 24-Stunden-Rennen von Spa-Francorchamps 1999. Gemeinsam mit Frédéric Bouvy und Emmanuel Collard siegte er auf einem Peugeot 306 GTi. Ab 2003 ging er regelmäßig in der französischen GT-Meisterschaft an den Start. Dazu kamen Einsätze in der Renault Sport Clio Trophy (2001 Gesamtdritter hinter Luca Rangoni und Jérôme Policand) und im Porsche Carrera Cup Frankreich (Gesamtsieg 2005 und 2006). Außerdem ging er in der American und der European Le Mans Series an den Start.
Dreimal bestritt er das 24-Stunden-Rennen von Le Mans, wo er 2011 in den Unfall von Allan McNish verwickelt war. In der 13. Runde überholte McNish in der Abfahrt nach dem Dunlop-Bogen den führenden Timo Bernhard, der ebenfalls einen Audi R18 fuhr, und kollidierte dabei mit dem vor Bernhard fahrenden Ferrari von Beltoise. Durch die Berührung wurde der Audi aus der Bahn geschoben, bekam Unterluft und schlug nach einer Fahrt durch das Kiesbett hart in einen Reifenstapel ein. Kurz drohte sogar ein Überkippen des Wracks hinter die Leitschienen, wo Fotografen und Streckenposten ihrer Arbeit nachgingen. Das Wrack des durch den Aufschlag völlig zerstörten Audi blieb aber vor der Absperrung auf dem Dach liegen. McNish konnte den Wagen mit Hilfe der herbeigeeilten Streckenposten unverletzt verlassen, vier Personen erlitten durch die herumfliegenden Teile jedoch leichte Verletzungen. Beltoise blieb im Auto sitzen und konnte nach einer Reparatur an der Box das Rennen zwar wieder fortsetzen, erreichte aber nicht die Zielflagge.

## Statistik

### Le-Mans-Ergebnisse
| Jahr | Team             | Fahrzeug               | Teamkollege     | Teamkollege         | Platzierung | Ausfallgrund |
| ---- | ---------------- | ---------------------- | --------------- | ------------------- | ----------- | ------------ |
| 2000 | Viper Team ORECA | Chrysler Viper GTS-R   | David Donohue   | Ni Amorim           | Rang 9      |              |
| 2001 | SMG Compétition  | Courage C60            | Jérôme Policand | Philippe Gache      | Ausfall     | Motorschaden |
| 2011 | Luxury Racing    | Ferrari 458 Italia GTC | Pierre Thiriet  | François Jakubowski | Ausfall     | Unfall       |

### Sebring-Ergebnisse
| Jahr | Team             | Fahrzeug          | Teamkollege          | Teamkollege | Platzierung | Ausfallgrund |
| ---- | ---------------- | ----------------- | -------------------- | ----------- | ----------- | ------------ |
| 2000 | Viper Team Oreca | Dodge Viper GTS-R | Jean-Philippe Belloc | Ni Amorim   | Rang 9      |              |